# 9 mm Browning Long
John Moses Browning entwickelte für die 1903 von der Fabrique Nationale d’Armes de Guerre in Herstal herausgebrachte Browning M.1903 die Patrone 9 mm Browning Long. Die Patrone wurde in den darauffolgenden Jahren in verschiedenen Pistolen und Maschinenpistolen eingesetzt. Die Fertigung lief ca. 1950 aus. Inzwischen hat aber Fiocchi die Produktion wieder aufgenommen.

## Synonyme
- DWM538
- 9mm Armee-Browning
- 9mm lang
- 9mm lang Browning
- 9mm long Remington
- 9mm Selbstlade-Pistole
- 9mm schwedisch m/07

## Waffen
- FN Browning Modell 1903